# Guggershorn
Guggershorn är en bergstopp i Schweiz.   Den ligger i distriktet Bern-Mittelland och kantonen Bern, i den centrala delen av landet, 22 km söder om huvudstaden Bern. Toppen på Guggershorn är 1 283 meter över havet, eller 89 meter över den omgivande terrängen. Bredden vid basen är 0,39 km.
Terrängen runt Guggershorn är huvudsakligen lite bergig. Runt Guggershorn är det ganska glesbefolkat, med 29 invånare per kvadratkilometer.. Närmaste större samhälle är Köniz, 18,2 km norr om Guggershorn. 
Omgivningarna runt Guggershorn är en mosaik av jordbruksmark och naturlig växtlighet.